# Monserat
Monserat (angleško Montserrat) je otok v Malih Antilih v Karibskem morju, ki ima status odvisnega ozemlja Združenega kraljestva. Leta 1493 ga je odkril Krištof Kolumb in ga poimenoval po gori blizu Barcelone v Kataloniji.